# Сёр-Квалёй
Сёр-Ква́лёй (норв. Kvaløya, северносаам. Sállir) — остров на севере Норвегии в фюльке (провинции) Тромс. В литературе на русском языке встречаются различные варианты названия острова: Сёр-Квалё, Квалё, Квалею. Этот остров имеет то же норвежское название (Kvaløya), что и остров в фюльке Финнмарк, на котором расположен город Хаммерфест, — для того острова нормализованной формой русского названия является Квалёйа.

## География
Площадь острова составляет 737 км², что делает его по размеру пятым островом у побережья Норвегии. Он соединён с островом Тромсёя (на котором расположен город Тромсё) на востоке Санднессуннским мостом, с островом Рингвассёй на севере под водой Квалсуннетским туннелем и с островом Соммарёй на западе Соммарёйским мостом. Юго-западное побережье является популярным местом отдыха с великолепным прибрежным пейзажем и видом на остров Соммарёй.

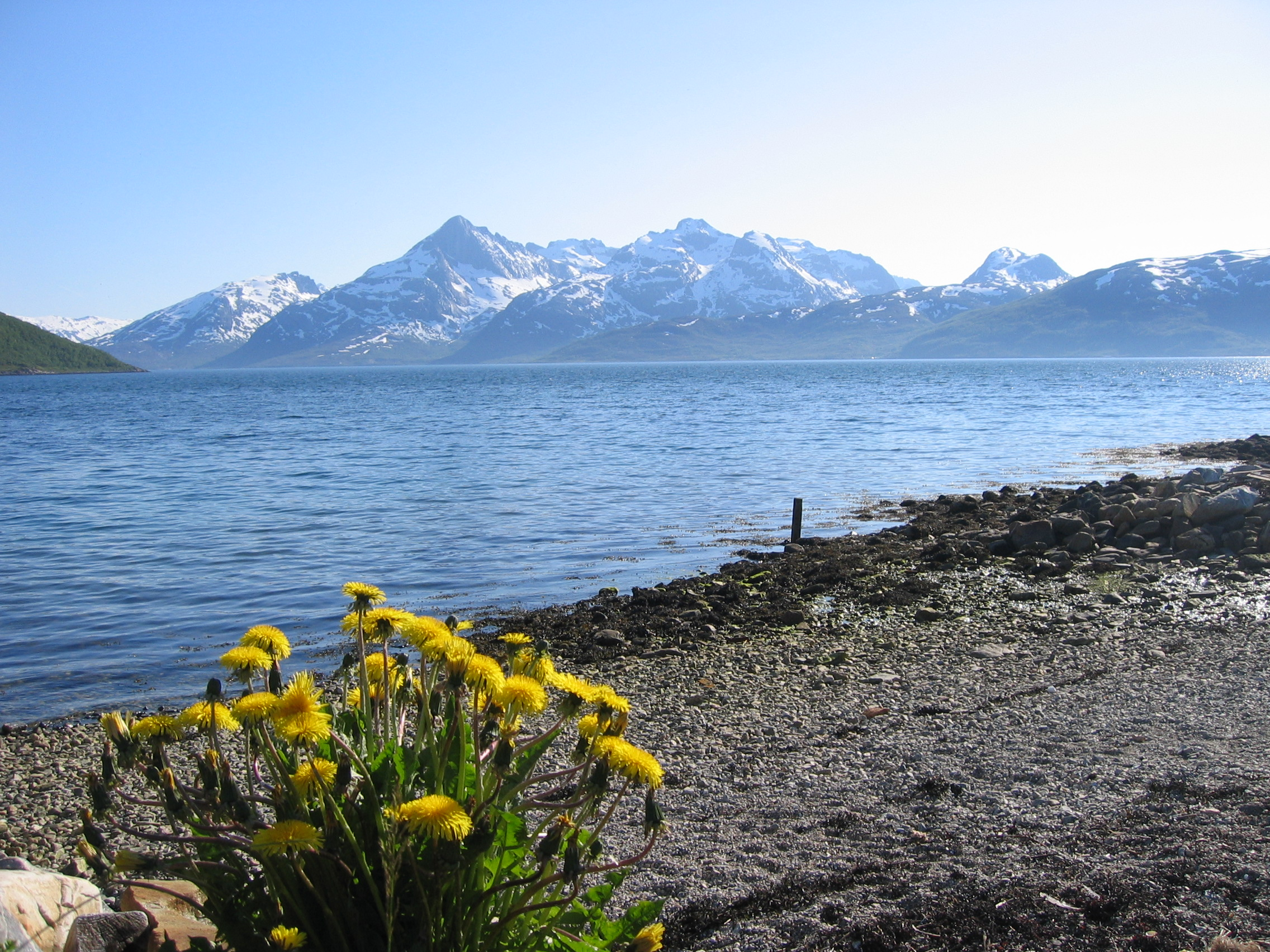
Горы Квалёйя, вид со Скулсфьорда

Квалёйя — гористый остров, по крайней мере с десятью горами выше 700 метров и тремя, достигающими высоты более 1000 метров; из которых самая высокая Стуре-Бломанн (Store Blåmann) («большой синий человек» 1044 метра, вершины можно достичь без альпинистского снаряжения, последняя часть крута). Также есть несколько небольших фьордов, почти разделяющих остров на несколько частей. Рюстрёумен (Rystraumen) — пролив, отделяющий остров от материка с периодическим сильным течением и водоворотами. На берегу около пролива находится Стрёумхелла (Straumhella) — популярное место для отдыха и рыбалки. Рюёйя — остров посреди Рюстрёумена, с небольшой популяцией овцебыков, обитающих в сосновом лесу — единственное место их обитания в Нур-Норге.

## Население
На острове проживает приблизительно 11 300 человек (2008), большинство из них живёт в восточной части острова Квалёйслетте (которая является частью пригородной черты города Тромсё) неподалёку от Санднессуннского моста; другие поселения — Стурэльва, Каллфьорд, Бренсхольмен, Эрсфьордсботн.